# Carino (amigo de Hipácio)
Carino (em latim: Carinus) foi um bizantino do século VI, ativo durante o reinado do imperador Anastácio I Dicoro (r. 491–518). Era amigo íntimo e favorito do mestre dos soldados da Trácia Hipácio. Em 513, quando a revolta de Vitaliano eclodiu, foi capturado e para salvar sua vida cooperou com os rebeldes, ajudando a obter controle de Odesso e o comando de suas tropas.